# Ashlyn Krueger
Ashlyn Krueger (* 7. Mai 2004 in Dallas, Texas) ist eine US-amerikanische Tennisspielerin.

## Karriere
Krueger begann mit sechs Jahren mit dem Tennissport und bevorzugt Hartplätze. Sie spielt bisher vor allem Turniere auf der ITF Women’s World Tennis Tour, wo sie bislang einen Titel im Doppel gewinnen konnte.
Krueger gewann 2019 die Orange Bowl der U16 und 2020 die U18.
Bei den Abierto Zapopan 2021 erhielt sie eine Wildcard für die Qualifikation, wo sie aber bereits in der ersten Runde der Britin Harriet Dart mit 2:6 und 3:6 unterlag.

## Turniersiege

### Einzel
| Nr. | Datum              | Turnier    | Kategorie      | Belag     | Finalgegnerin  | Ergebnis      |
| --- | ------------------ | ---------- | -------------- | --------- | -------------- | ------------- |
| 1.  | 24. Juli 2022      | Evansville | ITF W60        | Hartplatz | Sachia Vickery | 6:3, 7:5      |
| 2.  | 25. Juni 2023      | Gaiba      | WTA Challenger | Rasen     | Tatjana Maria  | 3:6, 6:4, 7:5 |
| 3.  | 17. September 2023 | Osaka      | WTA 250        | Hartplatz | Zhu Lin        | 6:3, 7:66     |

### Doppel
| Nr. | Datum            | Turnier           | Kategorie | Belag     | Partnerin        | Finalgegnerinnen                      | Ergebnis         |
| --- | ---------------- | ----------------- | --------- | --------- | ---------------- | ------------------------------------- | ---------------- |
| 1.  | 6. März 2022     | Arcadia           | ITF W60   | Hartplatz | Robin Montgomery | Harriet Dart Giuliana Olmos           | kampflos         |
| 2.  | 11. Februar 2023 | Orlando (Florida) | ITF W60   | Hart      | Robin Montgomery | Arianne Hartono Eva Vedder            | 7:5, 6:1         |
| 3.  | 7. April 2024    | Charleston        | WTA 500   | Sand      | Sloane Stephens  | Ljudmyla Kitschenok Nadija Kitschenok | 1:6, 6:3, [10:7] |

## Karrierestatistik und Turnierbilanz

### Einzel
Die letzte Aktualisierung erfolgte nach dem WTA-Turnier in Bad Homburg 2025.
| Turnier                      | 2019      | 2020              | 2021              | 2022              | 2023              | 2024      | 2025      | T / T       | S/N         | Sieg%       |
| ---------------------------- | --------- | ----------------- | ----------------- | ----------------- | ----------------- | --------- | --------- | ----------- | ----------- | ----------- |
| Australian Open              | –         | –                 | –                 | –                 | Q2                | 1         | 1         | 0 / 2       | 0:2         | 0 %         |
| French Open                  | –         | –                 | –                 | –                 | Q3                | 1         | 2         | 0 / 2       | 1:2         | 33 %        |
| Wimbledon                    | –         | n. a.             | –                 | –                 | Q2                | 1         | 2         | 0 / 2       | 1:2         | 33 %        |
| US Open                      | –         | –                 | 1                 | 1                 | 1                 | 3         |           | 0 / 4       | 2:4         | 33 %        |
| Doha                         | a. K.     | –                 | a. K.             | –                 | a. K.             | 1         | 1         | 0 / 2       | 0:2         | 0 %         |
| Dubai                        | –         | a. K.             | –                 | a. K.             | –                 | 2         | Q2        | 0 / 1       | 1:1         | 50 %        |
| Indian Wells                 | –         | n. a.             | 1                 | 1                 | 1                 | 1         | 2         | 0 / 5       | 1:5         | 17 %        |
| Miami                        | –         | n. a.             | –                 | 1                 | 1                 | 1         | AF        | 0 / 4       | 3:4         | 43 %        |
| Madrid                       | –         | n. a.             | –                 | –                 | –                 | 3         | 1         | 0 / 2       | 2:2         | 50 %        |
| Rom                          | –         | –                 | –                 | –                 | –                 | 1         | 2         | 0 / 2       | 1:2         | 33 %        |
| Kanada                       | –         | n. a.             | –                 | –                 | Q2                | AF        |           | 0 / 1       | 2:1         | 67 %        |
| Cincinnati                   | –         | –                 | –                 | –                 | –                 | 2         |           | 0 / 1       | 1:1         | 50 %        |
| Peking                       | –         | nicht ausgetragen | nicht ausgetragen | nicht ausgetragen | 1                 | 3         |           | 0 / 2       | 2:2         | 50 %        |
| Wuhan                        | –         | nicht ausgetragen | nicht ausgetragen | nicht ausgetragen | nicht ausgetragen | 1         |           | 0 / 1       | 0:1         | 0 %         |
| Statistik                    | Statistik | Statistik         | Statistik         | Statistik         | Statistik         | Statistik | Statistik | S/N         | S/N         | Sieg%       |
| Turnierteilnahmen            | 11        | 2                 | 14                | 23                | 28                | 24        | 15        | Gesamt: 117 | Gesamt: 117 | Gesamt: 117 |
| Erreichte Finals             | 0         | 0                 | 0                 | 2                 | 3                 | 0         | 1         | Gesamt: 6   | Gesamt: 6   | Gesamt: 6   |
| Gewonnene Titel              | 0         | 0                 | 0                 | 1                 | 2                 | 0         | 0         | Gesamt: 3   | Gesamt: 3   | Gesamt: 3   |
| Hartplatz-Siege/-Niederlagen | 12:7      | 1:1               | 10:12             | 24:18             | 28:17             | 19:17     | 15:9      | 109:81      | 109:81      | 57 %        |
| Sand-Siege/-Niederlagen      | 0:4       | 1:1               | 5:2               | 10:4              | 8:6               | 6:6       | 4:5       | 34:28       | 34:28       | 55 %        |
| Rasen-Siege/-Niederlagen     | 0:0       | 0:0               | 0:0               | 0:0               | 8:3               | 4:3       | 2:4       | 14:10       | 14:10       | 58 %        |
| Gesamt-Siege/-Niederlagen    | 12:11     | 2:2               | 15:14             | 34:22             | 44:26             | 29:26     | 21:18     | 157:119     | 157:119     | 57 %        |
| Sieg%                        | 52 %      | 50 %              | 52 %              | 61 %              | 63 %              | 53 %      | 54 %      | Gesamt:     | Gesamt:     | 57 %        |
| Jahresendposition            | –         | –                 | 536               | 178               | 81                | 65        |           | N/A         | N/A         | N/A         |

Zeichenerklärung: S = Turniersieg; F, HF, VF, AF = Einzug ins Finale / Halbfinale / Viertelfinale / Achtelfinale; 1, 2, 3 = Ausscheiden in der 1. / 2. / 3. Hauptrunde; KF (kleines Finale) = unterlegen im Spiel um Platz drei; RR = Round Robin (Gruppenphase); n. a. = nicht ausgetragen; a. K. = andere Kategorie; PO (Play-off) = Auf- und Abstiegsrunde im Billie Jean King Cup; K1, K2, K3 = Teilnahme in der Kontinentalgruppe I, II, III im Billie Jean King Cup.
Anmerkung: Diese Statistik berücksichtigt alle Ergebnisse im Einzel bei ITF- und WTA-Turnieren. Als Quelle dient die ITF-Seite der Spielerin. Dargestellt sind nur WTA-Turniere der Kategorien Premier Mandatory und Premier 5 (2009–2020) bzw. die WTA-Turniere der Kategorie 1000 (seit 2021).